# Gary Snyder
Pour les articles homonymes, voir Snyder.
Gary Sherman Snyder est un poète, traducteur, penseur et militant anarchiste américain né le 8 mai 1930 à San Francisco. Héritier de la pensée de Thoreau, c'est une figure importante au sein des mouvements de la Beat Generation, des hippies, de l'écologie profonde, du biorégionalisme et un acteur reconnu dans la propagation du bouddhisme zen aux États-Unis. Il a publié plus de 25 livres entre 1959 et 2007 (poésie, essais, récits de voyage) et est traduit en plus de 20 langues. Il a obtenu le prix Pulitzer en 1975 pour son recueil poétique Turtle Island.
En 1952, il rencontre Alan Watts, Kenneth Rexroth et Allen Ginsberg, et participe à la San Francisco Renaissance. En 1956, il émigre au Japon, où il réside dans des temples bouddhistes de la secte Rinzai Zen et traduit des textes religieux anciens pour le compte du First Zen Institute of America. En 1967 il participe au Human Be-In de San Francisco (naissance du mouvement hippie) et fonde un ashram avec Nanao Sakaki sur l'île volcanique de Suwanose au sud du Japon. En 1969, il revient aux États-Unis et achète des terres avec Allen Ginsberg à North San Juan dans la Sierra Nevada, où il s'intéresse aux cultures amérindiennes. C'est dans cette communauté rurale qu'il bâtit sa maison Kitkitdizze et le zendō Ring of Bone. Dès lors, il développe et met en pratique ses concepts de « ré-habitation » du territoire et de « biorégionalisme ».

## Biographie

### 1930-1941: Enfance à Lake City (État de Washington)
1930 : Gary Sherman Snyder, fils de Harold et Lois Hennessy Snyder, est né le 8 mai à San Francisco (Californie, États-Unis). Ses parents sont d'origine allemande, écossaise, irlandaise et anglaise.
1932 : il a deux ans lorsque son père acquiert une ferme laitière à Lake City (État de Washington) avec l'espoir d'assurer la subsistance de la famille. Quelques mois plus tard, sa sœur Anthéa voit le jour. Il participe très tôt aux tâches de la ferme (élevage de bovins et de poulets) et rencontre fréquemment les indiens de la tribu Salish qui leur échangent des biens. Il dira plus tard : « Les Salishs connaissaient mieux que quiconque la région que nous habitions… mes parents n'avaient qu'une connaissance limitée d'un certain type de savoir. Je percevais une subtilité et une complexité dans ces forêts qui allaient bien au-delà de quelques termes… »
1939 : à la suite d'un accident, il sera immobilisé plusieurs mois dans son lit. Pendant cette période, les membres de sa famille lui apportent beaucoup de livres de la Seattle Public Library. Il s'en souvient ainsi : « C'est à ce moment que j'ai réellement appris à lire et dès lors, je suis devenu vorace. À la fin de ces quatre mois, j'avais lu plus de livres que la plupart des autres gens à l'âge de 18 ans et je ne me suis pas arrêté là… »
1941 : Ses parents divorcent. La mère élève les enfants.

### 1942-1951: alpinisme, littérature et anthropologie à Portland (Oregon)
1942 : À douze ans, il emménage à Portland, avec sa sœur et sa mère, alors journaliste de presse. Il commence ses études primaires à la Lincoln High School et manifeste un intérêt marqué pour les Amérindiens.
1943 : Il s'inscrit à la Wilderness Society et participe à un camp d'été pour jeunes à Spirit Lake.
1944 : En été, il participe une nouvelle fois au camp de Spirit Lake.
1945 : À quinze ans, il rédige ses premiers poèmes et fait sa première ascension du volcan mont Saint Helens. Il participe une dernière fois au camp de Spirit Lake.
1946 : Il intègre le renommé club d'alpinisme Portland Mazamas et gravit plusieurs sommets de la chaîne des Cascades. Pour payer ses études, il travaille en été pour la United Press et le journal Oregonian.
1947 : Il termine ses études à la Lincoln High School. En été, il randonne dans le sud de la chaîne des Cascades et fait sa première ascension du mont Rainier. En automne, il commence des études d'anthropologie et de littérature au Reed College à Portland, Oregon, rencontre Carl Proujan et partage une maison avec Lew Welch et Philip Whalen. Il s'aménage une chambre spartiate dans la chaufferie et manifeste rapidement un aura très fort pour les participants aux nombreuses réunions de littérature et de politique qui auront lieu dans cette maison.
1948 : En été, il rejoint New York en auto-stop et embarque sur un navire marchand vers la Colombie et le Venezuela. Il en débarque plus tard à Los Angeles, rend visite à son père à San Francisco et rentre à Portland.
1949 : En été, il travaille pour le US Forest Service à Columbia National Forest, d'abord comme bûcheron puis il est assigné à la préparation des provisions pour les guetteurs d'incendie.
1950 : À vingt ans, il publie ses premiers poèmes dans la revue d'étudiants Janus. Il se marie avec Alison Gass et organise une lecture de William Carlos Williams au Reed College. En été, il travaille pour le US Park Service sur les fouilles archéologiques de Old Fort Vancouver.
1951 : Il obtient son diplôme d'anthropologie et de littérature avec une thèse senior The Dimensions of a Haïda Myth. Il obtient une bourse d'études en anthropologie à l'université d'Indiana à Bloomington. En été, il randonne dans les Olympic Mountains et travaille comme bûcheron à la Warm Springs Lumber Company, Oregon. C'est là qu'il rédigera son poème The Berry Feast. À la fin de l'été, il rejoint Philip Whalen à San Francisco et c'est à ce moment que les graines de sa passion pour la poésie et le bouddhisme seront plantées. Il s'y achètera le livre Manual of Zen Buddhism (Daisetz Teitaro Suzuki) et, le lisant pendant qu'il fait de l'auto-stop pour Bloomington, sa prise de conscience est telle, qu'il sait déjà qu'il ne pourra y étudier plus qu'un semestre. Il dira plus tard « je devais absolument partir à San Francisco pour me noyer ou nager en tant que poète » et « je devais commencer un processus de dé-éducation ».

### 1952-1955: cultures orientales et initiation au zen à San Francisco (Californie)
1952 : Il s'inscrit au US Forest Service sur la liste d'attente des guetteurs d'incendie, en demandant à être placé dans l'observatoire le plus haut, le plus solitaire et le plus difficile d'accès de la chaîne des Cascades. Au mois de mars, il quitte l'université pour retourner à San Francisco et il s'y établit dans un appartement qu'il partage avec Philip Whalen. Ils s'initient tous deux au zazen, en autodidactes. Il justifiera cette destination comme suit : « toute chose vivante a besoin d'un habitat, une combinaison de chaleur et d'humidité spécifique pour se développer… San Francisco était l'unique ville à m'offrir cela ». En été, il travaille comme guetteur d'incendies sur Crater Mountain / Mount Baker National Forest. Isolé plusieurs mois au sommet d'une montagne, dans un observatoire rudimentaire, il passe son temps à méditer, lire et faire de la calligraphie pour préparer le voyage au Japon qu'il a déjà décidé de faire un jour. À son retour en ville, il divorce de Alison Gass. En automne, il commence des études en langues et cultures orientales à l'université de Berkeley.
1953 : En été, il retravaille comme guetteur d'incendies, mais sur Sourdough Mountain / Mount Baker National Forest. Il y écrit Myths & Texts. Le 20 août, il écrit dans son journal : « Forêt égale céréale, paysage égale tourisme, public égale argent ». Philip Whalen, sans doute motivé par la précédente expérience de son ami s'engage lui aussi comme guetteur mais à l'observatoire de Sauk. Ils communiqueront par radio pendant leur séjour. En automne, il s'établit à côté de l'université de Berkeley, dans un cabanon. Il rencontre Lawrence Ferlinghetti et Kenneth Rexroth, chez qui, sur Potrero Hill à San Francisco, il participera régulièrement à des réunions politiques et des lectures de poésie. Kenneth Rexroth l'introduira progressivement au groupe de poètes de la Beat Generation, constitué à Greenwich Village (New York) et étendu progressivement à North Beach (San Francisco) et Venice West (Los Angeles).
1954 : En été, il travaille comme bûcheron pour la Warm Springs Lumber Company (Oregon).
1955 : En été, il travaille comme aménageur de chemins à Piute Creek dans le parc national de Yosemite, en Californie. Il s'inspire de cette expérience pour écrire Riprap. Il randonne de façon extensive dans les Minarets et le bassin supérieur de la Kern River. En automne, il traduit brillamment les poèmes du poète chinois Han-Shan (ère Chang) sous les conseils de son professeur avisé Chen Shih-Hsiang. Il s'inscrit à l'American Academy of Asian Studies et y rencontre son professeur Alan Watts. Kenneth Rexroth le présente à Allen Ginsberg et Jack Kerouac, lequel s'inspirera de leur ascension du Pic Matterhorn au Parc national de Yosemite pour écrire The Dharma Bums dans lequel Gary Snyder y figurera sous le nom de Japhy Ryder. Le 7 octobre 1955, à la Six Gallery de San Francisco, il récite The Berry Feast avec Allen Ginsberg qui scandera The Howl en compagnie des poètes Kenneth Rexroth, Philip Whalen, Michael McClure et Philip Lamantia. Dans la salle, on retrouve aussi : Peter Orlovsky, Jack Kerouac, Lawrence Ferlinghetti, Lew Welch et Neal Cassady. Cet événement marque le début de qu'on appelle la San Francisco Renaissance. Cette même année, il se retrouve fiché sur la liste noire du US Forest Service pour affiliations gauchistes remontant à ses études au Reed College.

### 1956-1968: pratique du zen au Japon et voyages en Asie
1956 : Au début de l'année, il emménage à Corte Madera, Mill Valley, Californie dans une cabane qu'il baptise Marin-An, terme japonais pour « ermitage du bosquet aux chevaux ». Jack Kerouac l'y rejoindra au mois de mars 1956. Gary Snyder souhaite y développer son idée de « Bikkhu Hostels », un lieu d'accueil pour les poètes et moines errants. Puis, il se retire brièvement chez un ami de son ex-femme à Nooksack Valley, Washington. Le 8 avril, il commence l'écriture de sa longue séquence de poèmes Mountains and Rivers Without an End qu'il terminera et publiera 40 années plus tard. Le 5 mai, il part pour le Japon et réside au temple Shokoku-Ji de la secte rinzai zen pour suivre les enseignements du maître Miura Isshu Roshi. Pour subvenir à ses besoins, il traduit des textes bouddhiques anciens avec le Dr. Burton Watson pour le compte du First Zen Institute of America, dirigé par Ruth Fuller-Sasaki, belle-mère d'Alan Watts, qui le guide dans ses nombreuses démarches à Kyoto. En été, il effectuera plusieurs ascensions et randonnées avec des amis dans les Alpes japonaises. En hiver, il s'établit et étudie à Tokyo. Cultive une passion pour la sculpture du bois.
1957 : Au mois d'août, il embarque sur le navire Sappa Creek et travaille 8 mois dans la salle des machines. Il visite le golfe Persique, l'Italie, la Turquie, les îles d'Okinawa, Wake, Guam, Ceylan, Samoa et Hawaii.
1958 : Au mois d'avril, il débarque du navire aux États-Unis et retourne vivre dans la cabane Marin-An avec Lew Welch. Il fait de nombreuses contributions à la scène littéraire Beat. Il n'apprécie guère l'évolution prise par la Beat Generation qui, à ses yeux, n'a plus grand chose à voir avec Allen Ginsberg ou Jack Kerouac. À cette période, la police commence à mettre la pression sur les Beats. Pendant une randonnée dans la Sierra Nevada, il marchera plus de 120 miles et gravira les mont Tyndall et mont Whitney.
1959 : Au mois de février, il revient au Japon avec la poète américaine Joanne Kyger et ils s'établissent à Kyoto. Il réside au temple Daitoku-Ji de la secte rinzai zen et suit les enseignements du maître Oda Sesso Roshi. Publication de Riprap, imprimé à Kyoto par Cid Corman.
1960 : Au mois de février, il se marie avec Joanne Kyger à Kyoto. Publication de Myths & Texts et d'un compte-rendu Spring Sesshin at Shokoku-Ji dans The World of Zen (ed. Nancy Wilson Ross).
1962 : Début janvier, il débarque en Inde avec Joanne Kyger et visitent Calcutta, Bodh Gaya et le Népal. En février, ils visitent Bénarès, le Taj Mahal et résident plus longuement dans l'ashram de Swami Shivananda avec Allen Ginsberg et Peter Orlovsky qui les y ont rejoints. En mars, ils visitent tous ensemble Dehli, Jaipur, Pathankot et rencontrent le dalaï-lama à Dharamshala, à qui Allen Ginsberg propose de prendre du LSD[réf. nécessaire]. En avril, ils rencontrent plusieurs yogis ascètes dans des grottes, donnent des lectures de leur poésie à Bombay et repartent en bateau pour Saïgon puis Hong Kong. À la mi-mai, ils sont de retour à Kyoto. Publication de sa lettre Now India dans l'Evergreen Review.
1963 : Il reçoit la visite de Allen Ginsberg à Kyoto, et fait la rencontre du poète japonais Nanao Sakaki, fondateur de la Bum Academy.
1964 : Au printemps, il revient à San Francisco et obtient un poste de professeur d'anglais à l'université de Berkeley. Il donne une lecture de poésie avec Philip Whalen et Lew Welch au Free Way Reading de San Francisco. En été, il randonne dans le Bubbs Country dans la Sierra Nevada en Californie. En automne, il donne des cours de poésie à l'université de Californie à Berkeley. L'enseignement lui plaît mais c'est, à son goût, trop verbal. Il divorce de Joanne Kyger.
1965 : En été, il participe à la Berkeley Poetry Conference avec Robert Duncan, Charles Olson, Jack Spicer, James Koller, Lew Welch et Allen Ginsberg. Avec ce dernier, il fait un long voyage en Colombie-Britannique et y font l'ascension du pic Glacier. Avec Allen Ginsberg et Philip Whalen ils font la première marche circulaire (selon les traditions hindoues et tibétaines) autour du mont Tamalpais. En automne, il divorce de Joanne Kyger et repart s'établir à Kyoto dans une petite maison côté d'un monastère. Il s'initie, sur l'île d'Hokkaido, au Shugendo / Yamabushi (animisme japonais). Publication de Riprap and Cold Mountain Poems et Six Sections from Mountains and Rivers Without an End.
1966 : À Kyoto, il rencontre sa future femme Masa Uheara et reçoit la visite de Philip Whalen qui vient s'y établir. Publication de A Range of Poems.
1967 : Il retourne brièvement à San Francisco pour participer au festival Human Be-In le 14 janvier (début du mouvement Hippie), y chante des mantras avec Allen Ginsberg, Michael McClure, Timothy Leary, Lenore Kandel et Jerry Rubin. En février, il est de retour au Japon et, en été, il crée le Banyan Ahram avec Nanao Sakaki, Franco Beltrametti (it) et des vétérans japonais de la Seconde Guerre mondiale sur la petite île volcanique de Suwanose dans l'archipel des Ryuku. Il s'y marie avec Masa Uheara au sommet du volcan. En hiver, il retourne à Kyoto et réside une nouvelle fois au temple Daitoku-Ji pour suivre les enseignements rinzai zen du maître Nakamura Sojun Roshi. Publication de The Back Country.
1968 : Son fils Kaï naît à Kyoto au mois d'avril. En automne, il revient avec sa femme et son fils aux États-Unis et reçoit le prix Levinson Prize for Poetry, ainsi qu'une bourse du Guggenheim Fellowship. Au mois de décembre, son père décède.

### 1969-2007: pratiques biorégionales à San Juan Ridge (Californie)
1969 : Son deuxième fils Gen nait aux États-Unis. Il achète des terres avec Allen Ginsberg au nord de la Sierra Nevada, dans la vallée de la rivière Yuba. En été, il randonne avec Nanao Sakaki dans la High Sierra. Il rencontre plusieurs activistes et écologistes américains et distribue son poème Smokey the Bear Sutra à la Sierra Club Wilderness Conference à San Francisco. Ses projets futurs sont « la ré-habitation de l'île de la Tortue » et « l'écologie révolutionnaire ». Publication de Regarding Wave et Earth House Hold.
1970 : Il est décidé d'établir sa nouvelle base sur ses terres de San Juan Ridge, près de Nevada City (Californie), pour commencer une vie « de chasse et de récolte » au sens propre et figuré. Il y construit, avec l'aide de ses amis, sa maison qu'il baptisera Kitkitdizze, nom Wintun d'une plante locale. Son plan s'inspire d'une typologie amérindienne et elle fera l'objet d'un article dans une célèbre revue de construction américaine.
1972 : En été, il participe à la conférence des Nations unies sur l'environnement en Suède et se lie d'amitié avec Arne Naess, fondateur du mouvement de l'écologie profonde qui fonde ses pensées sur la philosophie développée par Baruch Spinoza. En automne, il voyage dans l'île japonaise de Hokkaidō, étudie les animaux sauvages et fait l'ascension de plusieurs sommets dans la chaîne de montagnes du Daisetsu.
1973 : Invité par Allen Ginsberg, directeur du Naropa Institute, il y donne des cours avec Anne Waldman, Diane DiPrima et Michael McClure. Publication de The Fudo Trilogy.
1974 : Il est nommé membre du California Arts Council par le sénateur Jerry Brown. Il y sera très actif pendant 6 ans. Publication de Turtle Island.
1975 : Il reçoit le prix Pulitzer de poésie pour Turtle Island. Première rencontre MLA sur la poésie de Gary Snyder à San Francisco. Avec l'aide de Robert Baker Aitken, fondateur de la Diamond Sangha, il crée une communauté locale de bouddhisme Mahayana Ring of Bone (d'après le titre d'un poème de Lew Welch), qui se réunira régulièrement dans sa grange. Il fait son premier don aux archives de l'université de UC Davis.
1981 : En été, il fait un voyage familial au Japon et, en automne, part découvrir l'Australie avec Nanao Sakaki et y faire des lectures de poèmes.
1982 : Au printemps, il organise, avec Robert Aitken et Georges Soule, une conférence sur l'écologie profonde au Zen Center de Los Angeles et y invite Arne Naess, Bill Devall et Georges Sessions. En été, il construit le zendo de la communauté (sangha) Ring of Bone. En automne, il donne des lectures en Suède, Écosse et Angleterre.
1984 : Il est invité en Chine par la Writer's Union avec Allen Ginsberg, Toni Morrison et Maxine H. Kingston.
1986 : Il est engagé par l'université UC Davis comme professeur en poésie ethnique, écriture créative et littérature des espaces sauvages. Publication de Left Out In the Rain : New Poems 1947-1985.
1987 : Il est introduit à l'American Academy of Art & Letters et fait un voyage dans la Brooks Range en Alaska. Il y rencontre les indiens Inupiak.
1989 : Il reçoit le prix Fred S. Cody Memorial Award et divorce de Masa Uheara.
1990 : À la suite de la San Juan Ridge Tay Payers Association et du Ridge Study Groupe, il fonde l'organisation de développement biorégional Yuba Watershed Institute et donne des lectures publiques à Taïwan. Publication de The Practice of the Wild.
1991 : Il se marie avec Carole Koda, une écrivaine, mère de deux enfants Mika et Robin. En automne, ils partent en voyage au Japon et y rejoignent Nanao Sakaki. Interview (audio anglais) avec Don Swaim.
1992 : Il voyage au Ladakh et donne des lectures publiques en Espagne. Il crée la conférence d'écriture créative The Art of the Wild. Publication de No Nature : New and Selected Poems.
1993 : Il est introduit à l'American Academy of Arts & Sciences et crée le programme d'éducation nationale Nature and Culture.
1995 : Il donne des lectures en Irlande. En automne, lui, Carole Koda et sa fille Mika, partent au Népal et randonnent jusqu'au camp de base de l'Everest : Sagarmantha. Publication de A Place in Space: Ethics, Aesthetics and Watersheds : New and Selected Prose.
1996 : Il étudie les peintures rupestres dans les grottes de Lascaux en France. Publication de Mountains and Rivers Without an End.
1997 : Reçoit les prix Bollingen Prize for Poetry et John Hay Award for Nature Writing.
1998 : Est invité au Japon pour recevoir le prix Bukkyo Dendo Kyokai (société pour la propagation du bouddhisme) et donne des lectures en Grèce et en Tchécoslovaquie. Il reçoit aussi le prix Lannan Award et une bourse du Lila Wallace's Reader's Digest (société d'encouragement pour la littérature et l'éducation dans les régions rurales de la Sierra Nevada) Interview (en anglais) avec Al Aronowitz.
1999 : Lecture, conversation et interview (audio en anglais) avec Wendell Berry et Jack Shoemaker. Publication de The Gary Snyder Reader : Prose, Poetry and Translations.
2000 : Il est nommé Faculty Research Lecturer par l'université de Californie à Davis.
2001 : Il reçoit le prix Gold Medal for Excellence in the Human and Social Sciences de la part de la California State Library.
2002 : Il quitte son poste de professeur à l'université de Californie à Davis et donne des lectures en France et au Japon. Publication de The High Sierra of California et Lookout : A Selection of Writing.
2003 : Au mois de novembre, il est invité à Matsuyama au Japon pour recevoir le Masaoka Shiki International Haiku Grand Prize de la Ehime Cultural Foundation. Il est aussi nommé au Board of Chancellors de l'Academy of American Poets Interview avec Ethan Gicker.

## Œuvre

### Poésie (en français)
- L'arrière-pays suivi de Amérique : Île-Tortue (The Back Country ; Turtle Island), édition bilingue, P.J. Oswald, 1977, traduction et préface de Brice Matthieussent.
- Premier chant du chaman et autres poèmes (extraits des recueils Myths and Texts ; Regarding Wave ; Axe Handles), Éditions de la Différence, coll. Orphée, 1992.
- Sept poèmes traduits par Jacques Roubaud dans Traduire, journal, Éditions Nous, 2000.
- Montagnes et rivières sans fin, Éditions du Rocher, 2002.
- L'arrière-Pays, édition Le Réalgar, coll. Amériques, 2022, traduction et préface de Brice Matthieussent.
- Riprap, suivi de Poèmes de Mont Froid, éd. Héros-Limite, 2023, traduction de Jérôme Dumont.
- Sutra de l'Ours Smokey, édition Le Réalgar, coll. Amériques, 2022, traduction de Brice Matthieussent.

### Poésie (en anglais)
- Riprap, Kyoto : Origin Press, 1959
- Myths & Texts, New York : Totem Press / Corinth Books, 1960 ; Londres, Centaur, 1960
- Riprap and Cold Mountain Poems, San Francisco : Four Seasons Foundation, 1965 ; Shoemaker & Hoard, 2003
- Six Sections from Mountains and Rivers Without End, San Francisco : Four Seasons Foundation, 1965 ; Londres, Fulcrum Press, 1967
- A Range of Poems, Londres, Fulcrum Press, 1966
- The Back Country, Londres, Fulcrum Press, 1967 ; New York, New Directions, 1968
- Regarding Wave, Iowa City : Windhover Press, 1969 ; New York : New Directions, 1970 ; Londres, Fulcrum Press 1972
- Manzanita, Bolinas : Four Seasons Foundation, 1972
- The Fudo Trilogy, Berkeley : Shaman Drum, 1973
- Turtle Island, New York : New Directions, 1974
- Songs for Gaïa, Copper Canyon Press, 1979
- Axe Handles, San Francisco : North Point Press, 1983 ; Shoemaker & Hoard, 2005
- Left Out In the Rain : New Poems 1947-1985, San Francisco : North Point Press, 1986 ; Shoemaker & Hoard, 2006
- No Nature : New and Selected Poems, New York : Pantheon, 1992
- North Pacific Land & Waters : A Further Six Sections, Waldron Island : Brooding Heron Press, 1993
- Mountains and Rivers Without an End, Counterpoint Press, 1997
- Lookout : A Selection of Writing, New Directions, 2002
- Danger on Peaks, Shoemaker & Hoard, 2005

### Essais (en français)
- Le Retour des Tribus. Notes techniques et interrogations pour les autres révolutionnaires Dharma (Earth House Hold : Technical Notes & Queries for Fellow Dharma Revolutionaries), Éditions Christian Bourgois, 1972. Traduction de Jacques François.
- La Pratique Sauvage (The Practice of the Wild), Éditions du Rocher, 1999. Traduction d'Olivier Delbard.
- Aristocrates sauvages, avec Jim Harrison (The Etiquette of Freedom, conversation entre les deux auteurs, suivie d'un choix de poèmes de G. Snyder et accompagnée du DVD La Pratique sauvage de John J. Healey), Wildproject Editions, 2011. Traduction de Matthieu Dumont.
- Le Sens des lieux — Éthique, esthétique et bassins-versants (A Place in Space), Éditions Wildproject, 2018. Traduction de Christophe Roncato Tounsi.présentation éditeur.

### Essais (en anglais)
- Buddhist Anarchism, Journal for the Protection of All Beings, n°1, 1961.
- Earth House Hold : Technical Notes & Queries for Fellow Dharma Revolutionaries, New York : New Directions, 1969 ; Londres, Cape, 1970.
- The Old Ways : Six Essays, San Francisco : City Lights, 1977.
- He Who Hunted Birds in His Father's Village : The Dimensions of a Haida Myth, Bolinas : Grey Fox, 1979; Shoemaker & Hoard, 2007.
- The Real Work : Interviews & Talks 1964-1979 edited by William Scott McLean, New York : New Directions, 1980
- Coming into the Watershed, Pantheon, 1994.
- The Rediscovery of Turtle Island, dans Deep Eology for the 20th Century, Georges Sessions, Shambhala, 1995.
- The Practice of the Wild, San Francisco : North Point Press, 1990 ; Shoemaker & Hoard, 2003.
- A Place in Space : Ethics, Aesthetics and Watersheds : New and Selected Prose, Counterpoint Press, 1995.
- Back on the Fire : Essays, Shoemaker & Hoard, 2007.
- The Etiquette of Freedom, avec Jim Harrison, conversation entre les deux auteurs, accompagnée d'un DVD des entretiens, Counterpoint, 2010.

Récits de voyage (en anglais)
- Passage Through India, Grey Fox Press, 1983 ; Shoemaker & Hoard, expanded & illustrated edition, 2007.
- The High Sierra of California, Heyday Books, 2002/2005.

### Anthologie (en anglais)
- The Gary Snyder Reader : Prose, Poetry, and Translations, Counterpoint Press, 2000

## Ressources biographiques

### Sites internet
- :/13030/tf1489n5dm/;jsessionid=I9S0SoBiHO8GxZ24?&query=gary%20snyder&brand=oac Online Archive of California - The Gary Snyder Papers, 1910-2003 page d'accueil (en anglais)
- Online Archive of California résultats de recherche pour "Gary Snyder" (en anglais)
- Kent State University Librairies - Gary Snyder, Papers, 1955-1983 page d'accueil (en anglais)
- Google Images résultats de recherche pour "Gary Snyder" (en anglais)

### Films documentaires
- 1 (film documentaire, Richard O. Moore, NET-TV, 60ies)
- 1 (film documentaire, BBC-TV)
- 2 (films documentaires, PBS-TV)
- Suwanose : The Fourth World (film documentaire, Japon, 1976)

## Ressources et critiques sur Gary Snyder

### Internet
- Singing The Dyads : The Chinese Landscape Scroll and Gary Snyder's Mountains and Rivers Without End (Anthony Hunt, 1999)

### Publications
- The Tribal Dharma : An Essay on the Work of Gary Snyder (Kenneth White, 1975)
- Chronologie des écrivains Beats (Jacqueline Starer, 1977)
- Gary Snyder (Katherine McNeill, Phoenix, 1983)
- Gary Snyder's Vision : Poetry and the Real Work (Charles Molesworth, University of Missouri Press, 1983)
- Gary Snyder and the American Unconscious (Tim Dean, St Martin's Press, 1991)
- Gary Snyder : Dimensions of a Life (John Halper, Sierra Club Books, 1991)
- Journeys Towards the Original Mind : Long Poems of Gary Snyder (Robert Schuler, Peter Lang, 1994)
- A Place for Wayfaring : the Poetry and Prose of Gary Snyder (Patrick D. Murphy, Oregon State University Press, 2000)
- Poets on the Peaks : Gary Snyder, Philip Whalen and Jack Kerouac (John Suiter, Counterpoint Press, 2002)
- Beat Generation (G. G. Lemaire, éd Al Dante, 2004)
- Gary Snyder and the Pacific Rim (Timothy Gray, Iowa University Press, 2006)
- (en) Gary Snyder: Buddhist Anarchism (1961), in Robert Graham, Anarchism : A Documentary History of Libertarian Ideas, The Emergence of the New Anarchism (1939 to 1977), volume II, Black Rose Books, 2009, pp. 240-423.
- Kenneth White, Le Gang du Kosmos, Poétique et politique en terre américaine (Editions Wildproject, 2015)  (ISBN 978-2-918-490-401) (pages 217-262)